# Командний рядок Windows
Консоль операційної системи Microsoft Windows (утиліта cmd.exe) — командний рядок, за допомогою якого можна керувати операційною системою Windows та вносити зміни у її налаштування.

## Команди
Аби дізнатися усі команди, треба ввести команду «Help».
У режимі звичайного користувача не відображаються команди, які можна здійснити лише у режимі Адміністратора.

## Приклади команд
```
shutdown -r -f -t 30 -c #«М'яке перезавантаження комп'ютера через 30 сек.

xcopy C:\folder1 D:\folder2 /e #Копіювання вмісту з однієї папки в іншу.

control userpasswords #виклик вікна облікових записів користувачів.

ping -t 8.8.8.8 #запуск утиліти ping в безперервному режимі.

```